# Rahu

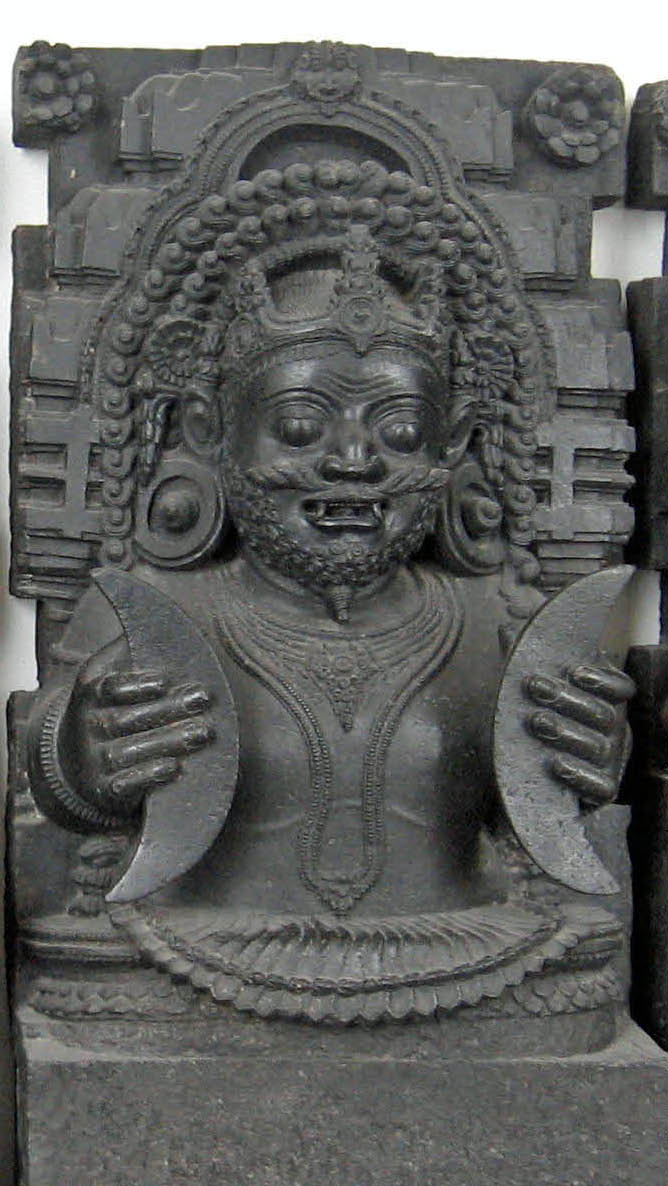
Rahu, imagem no Museu Britânico

Rahu ou nodo norte, na astrologia védica, é um planeta maléfico natural, que não se refere a nenhum corpo celeste específico, mas um ponto de órbita da Lua ao cruzar a eclíptica se dirigindo para o norte. Na mitologia indiana, ele foi um demônio derrotado por Vishnu e supostamente responsável pelos eclipses. É representado com um tigre ou leão ao seu lado, segurando em uma de suas mãos um cajado (gada), em outra mão uma flor de lótus e com uma cobra enrolada em suas pernas.  A cabeça do corpo é Rahu e a cauda é Ketu, que corresponde ao nodo lunar sul. 
Na astrologia é um significador de ganância, obsessão, profissões da área de pesquisa e novas tecnologias, exportação e importação, astronáutica, etc. Também rege a química, o tabaco, o álcool e substância opioides. Rege acidentes, eventos inesperados, envenenamentos, intoxicações, doenças virais e fenômenos paranormais. Rahu também obtém seu significado aumentando em excesso o planeta que se encontra em conjunção com ele.
Joseph Campbell, tanto em seu livro As Máscaras de Deus - mitologia oriental quanto em sua edição para a obra de Heinrich Zimmer Mitos e símbolos na arte e civilização da Índia, relata que Rahu é um rakshasa em forma de serpente, que se esconde em um canto quando os deuses e os asuras se unem para bater conjuntamente o amrita, elixir da imortalidade, a partir do Oceano de leite. Delatado por Surya e por Chandra, dois devas, Rahu já começara a engolir o elixir, que estava em sua garganta. Sua cabeça foi cortada por Vishnu, mas já tinha se tornado imortal, de modo que, por vingança, tenta vorazmente engolir o Sol e a Lua, ocasionando os eclipses.